# Sixième Docteur
Le Sixième Docteur est la sixième incarnation du Docteur, personnage principal de la série télévisée de science-fiction Doctor Who. Il est incarné par l'acteur Colin Baker, qui succéda à Peter Davison, interprète du Cinquième Docteur de 1982 à 1984. Il est apparu dans trois saisons : la saison 21 (1984), la saison 22 (1985) ainsi que la saison 23 (1986), aussi appelée The Trial of a Time Lord (littéralement, Le Procès d'un Seigneur du Temps).
Tout comme son prédécesseur (et son successeur), son ère fut marquée par le fait qu'elle fut courte comparée aux incarnations précédentes du Docteur, qui ont bénéficié de davantage d'épisodes. Son ère fut également marquée par une "pause", un hiatus de 18 mois entre la saison 22 et la saison 23.

## Histoire du personnage

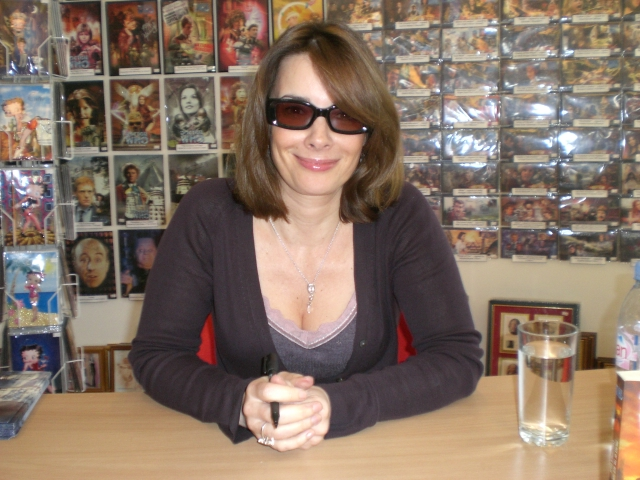
Nicola Bryant, l'interprète de Peri Brown, en 2008.

### Saison 21 (1984)
Le Sixième Docteur apparaît à la fin de The Caves of Androzani, après que le Cinquième Docteur se soit régénéré. Sa compagne, Peri Brown, se montre assez étonnée de ce changement. Quant à lui, le Docteur s'en montre ravi, jugeant qu'il n'est « pas trop tôt ».
Dans l'épisode suivant (le dernier de la saison), The Twin Dilemma, le Docteur est encore troublé par sa régénération, et se laisse aller à des sautes d'humeurs qui effraient Peri. Il est même violent envers elle, et tente de la tuer, pensant qu'elle est une espionne. Après avoir retrouvé son calme, le Docteur suit le conseil de son amie qui lui dit d'aller se reposer sur l'astéroïde Titan 3. Avant leur arrivée, deux jumeaux génies des mathématiques ont été enlevés par des extra-terrestres qui estiment que leurs capacités pourraient permettre de manipuler le destin de l'univers. Il retrouve Azmael, un autre Seigneur du Temps qu'il avait rencontré alors qu'il était dans sa quatrième incarnation. Découvrant qu'un dénommé Mestor est derrière l'enlèvement des jumeaux et qu'il possède Azmael, le Docteur se confronte à lui et finit par le tuer. Peri et le Docteur ramènent les jumeaux sur Terre, et sont prêts pour de nouvelles aventures.

### A Fix with Sontarans (1985)
Dans ce mini-épisode, le Docteur est en train d'effectuer des réparations sur la console du TARDIS lorsqu'il transporte par accident son ancienne assistante Tegan. Peu heureuse d'être ici, elle aide le Docteur lorsque celui-ci lui explique que deux Sontariens sont sur le vaisseau et ont l'intention de l'exploser avec à une bombe au vitrox.
Le Docteur téléporte accidentellement Gareth Jenkins, déguisé de la même manière que lui. Gareth suit alors les instructions du Docteur afin qu'ils puissent créer un piège contre les Sontariens. Les deux extraterrestres explosent une porte et rentrent dans la salle de contrôle. Au cours de la discussion ils apprennent le nom de l'enfant et souhaitent le tuer car en 2001, un jeune garçon du nom de Gareth Jenkins mettra en déroute les plans de leur invasion de la Terre.
Gareth lance le piège qui dissout alors les deux aliens. Lorsque le Docteur demande comment il fait pour contrôler aussi bien le TARDIS, l'enfant répond qu'il l'a vu le contrôler à la télévision. Jimmy Savile apparaît alors sur le contrôle du TARDIS et entre dans le vaisseau. Le Docteur offre à Gareth la médaille de l'émission "Jim'll Fix it" ainsi que le pistolet des Sontariens.

### Saison 24 (1987)
Dans les premières minutes de l'épisode Time and the Rani, le TARDIS s'écrase sur la planète Lakertya. Le crash résulte en la mort du Sixième Docteur, qui se régénère donc et devient le Septième Docteur, incarné par Sylvester McCoy.

### Dimensions in Time (1993)
L'épisode Dimensions in Time, célébrant le 30e anniversaire de la série, marque la dernière apparition télévisée de Colin Baker dans le rôle du Sixième Docteur. Malgré le fait que le caractère canonique de l'épisode soit remis en question, on peut y voir les Troisième, Quatrième, Cinquième, Sixième et Septième Docteurs affronter la Rani avec leurs compagnons. La Rani a piégé les Docteurs et leurs compagnons dans une boucle temporelle de 20 ans dans le quartier fictif d'Albert Square (de la série EastEnders), les forçant à changer constamment d'apparence et d'époque. Le Sixième Docteur se retrouve donc aux côtés de Ace, Susan Foreman puis enfin du Brigadier Lethbridge-Stewart.

### The Power of the Doctor (Spécial centenaire BBC 2022)
Le Sixième Docteur réapparaît dans Le Pouvoir du Docteur (2022), en y faisant une courte apparition à l'occasion du centenaire de la BBC et du dernier épisode du Treizième interprétée par Jodie Whittaker. Lors de cet épisode, le Sixième Docteur ainsi que le Premier, le Cinquième, le Septième et le Huitième Docteur apparaissent sous forme de manifestations mentales de la conscience du Docteur et aident ensemble le treizième Docteur à récupérer son corps en annulant la régénération forcée par le Maître.

### Tales of the TARDIS (2023)
Lors de l'épisode Vengeance on Varos de ce spin off de Doctor Who, le sixième Docteur et Peri se retrouvent et se souviennent de leur conflit sur la planète minière Varos : un monde qui divertit ses habitants avec des émissions télévisées sadiques.

### Mentions ultérieures
- Dans Cyber Noël (2008), l'Info-tube des Cybermen diffuse des images de toutes les incarnations du Docteur jusqu'au Dixième. On y voit donc bien évidemment le Sixième Docteur.
- Dans Le Nom du Docteur (2013), on entend différents souvenirs de la vie du Docteur, lorsque ce dernier utilise son tournevis sonique sur sa ligne temporelle. On entend d'ailleurs le Sixième Docteur dire « Les Daleks, les Sontariens, les Cybermen - ce sont encore des bébés, comparés à nous ! », comme dans The Ultimate Foe en 1986. Quand Clara est dans la ligne temporelle du Docteur, elle observe ses différentes incarnations courir autour d'elle : on distingue le Sixième Docteur grâce à son costume.
- Dans Le Magicien et son Disciple (2015), Davros passe différents enregistrements du Docteur, dont un extrait de Revelation of the Daleks (1985), où le Sixième Docteur lui disait « Avez-vous au moins pensé à dire aux gens qu'ils mangeaient peut-être des membres de leur famille ? ».
- Dans Il était deux fois (2017), la Dame de Verre cite différents noms attribués au Docteur, dont « L'Ombre du Valeyard », faisant directement référence aux événements de la saison 23.

## Apparence et personnalité

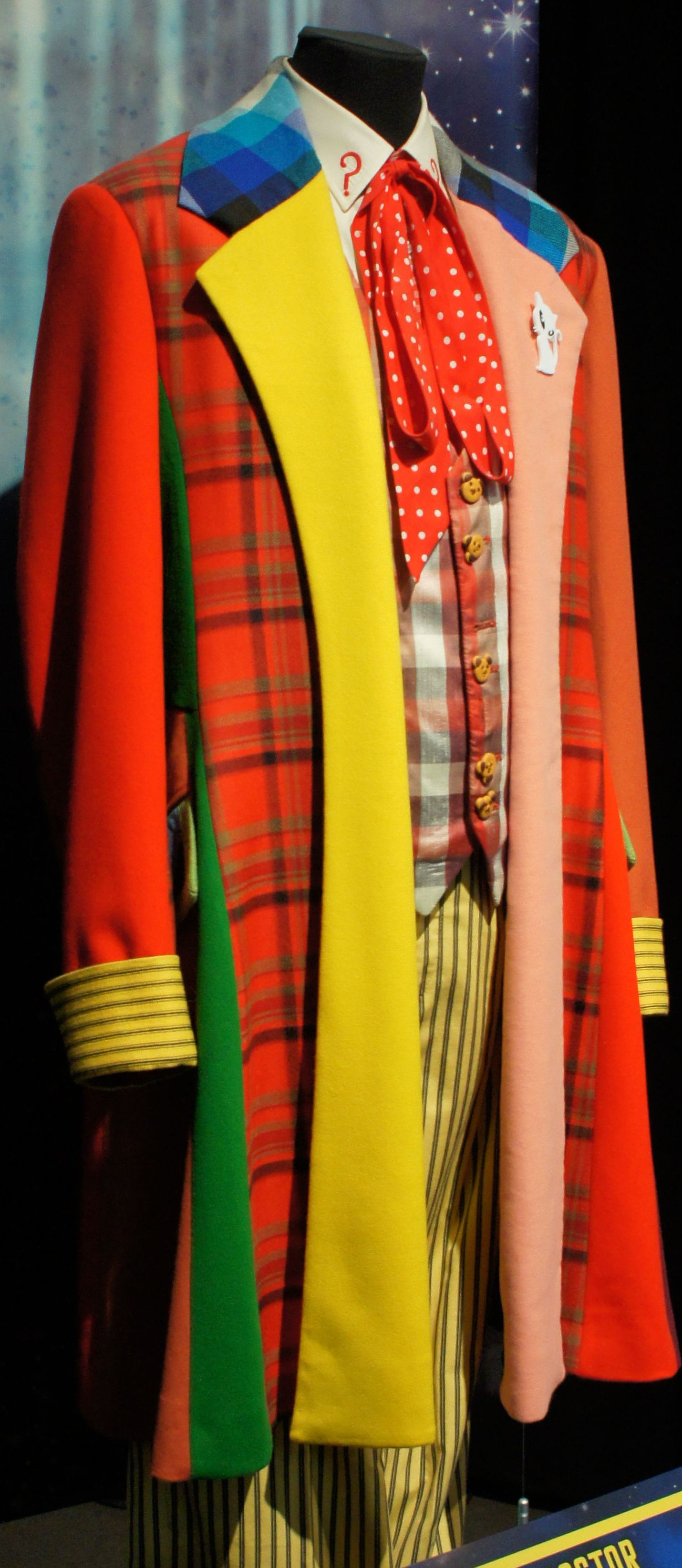
Le costume porté par le Sixième Docteur.

### Apparence
Colin Baker avait demandé que son Docteur porte une veste en cuir noir (ce qui fut le cas plus tard, en 2005, du neuvième Docteur de Christopher Eccleston) afin de refléter la personnalité plus sombre de son personnage. Il a finalement obtenu un costume extrêmement coloré (qu'il décrira plus tard comme « une explosion dans une usine d'arc-en-ciel ») : un long manteau rouge, avec des touches de vert, jaune et roses, qu'il met au-dessus d'une chemise blanche avec des points d'interrogations sur le col (déjà présents depuis 1980), un gilet style « boléro » et un nœud comme ceux de l'ère Victorienne. Il portait un pantalon jaune avec des lignes noires, et une paire de bottes vertes avec une touche de rouge.
Plus récemment, dans les médias alternatifs, une version bleue du costume originale est utilisée (voir par exemple les couvertures des aventures audios de Big Finish Productions).